# 唐山地震
唐山地震（とうざんじしん, 拼音: tángshān dìzhèn, タンシャン・ディーヂェン）は、1976年7月28日3時42分（現地時間、UTC+8）に中華人民共和国河北省唐山市付近を震源として発生したマグニチュードMw7.6の直下型地震である。市街地を北北東から南南西に走る断層に沿って大きな右横ずれが発生し、当時有数の工業都市であった唐山市は壊滅状態となった。死者数は中国発表で24.2万、アメリカの地質調査所の推計では65.5万人となっている。

## 概要
地震は、1976年7月28日3時42分（現地時間、UTC+8）に発生した。震源は中華人民共和国河北省唐山市南部で、震源の深さは12.2km、マグニチュードはMw7.6。揺れは14～16秒間続き、1100km以上離れた地点でも有感となった。同日中に、灤県でMw7.0の大きな余震があり、被害・死傷者数が拡大し、本震の揺れで被災し瓦礫の下敷きとなった人々への救助活動の遅れに繋がった。西方150kmの北京市内でも揺れが強く感じられ、何度も余震の警報が出されたので、そのたびに市民が住居外での生活を余儀なくされる影響があった。

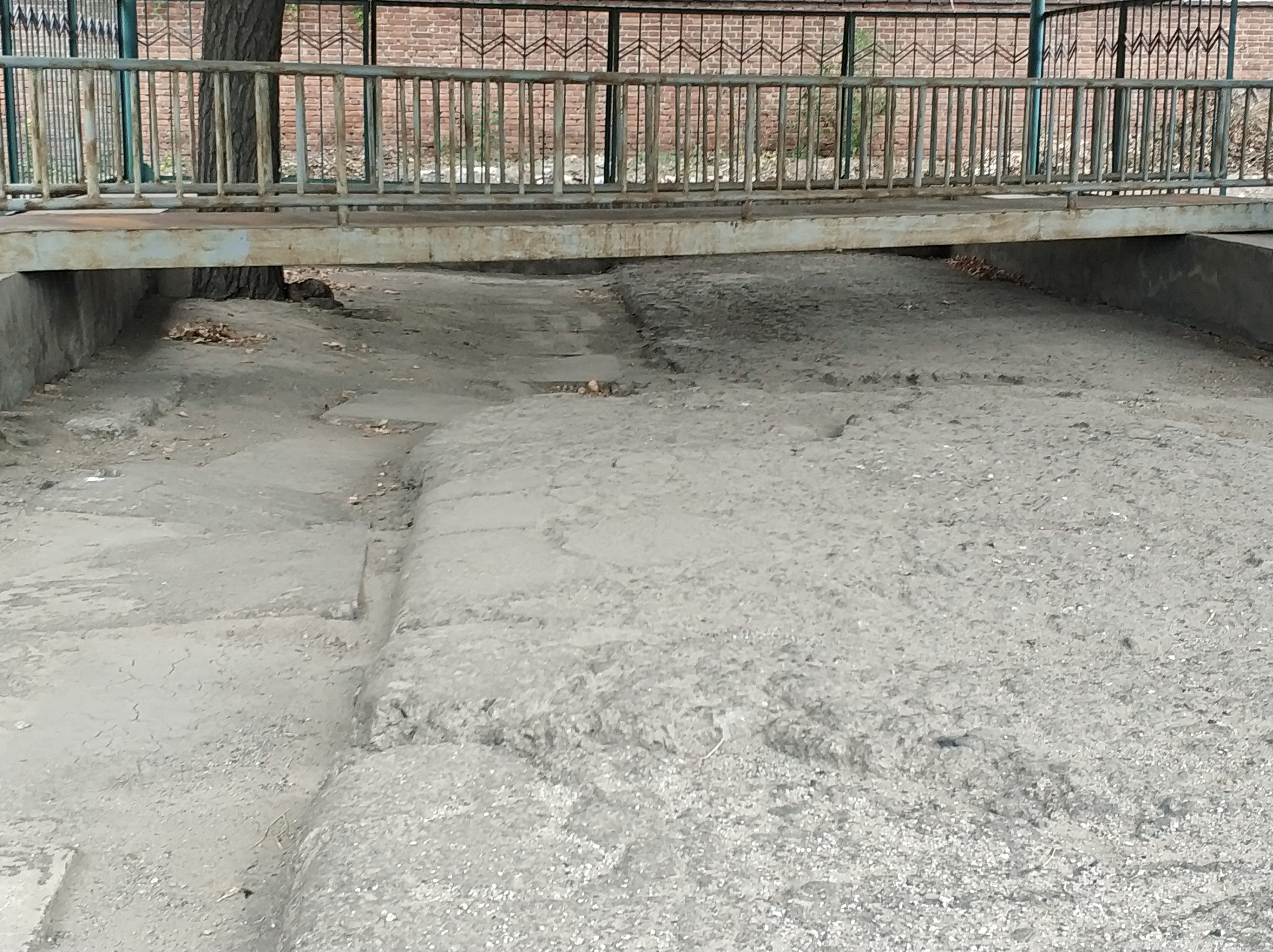
現在も保存されている断層面

それまで未知の断層であった「唐山断層」という傾斜走向断層の活動により地震が起きたと見られ、北北東-南南西方向に走る地中断層が長さ120kmにわたって生じ、地表にも長さ8km・幅30mの断層が形成された。その最大変位量は水平方向1.5m、上下方向0.7mに達した。

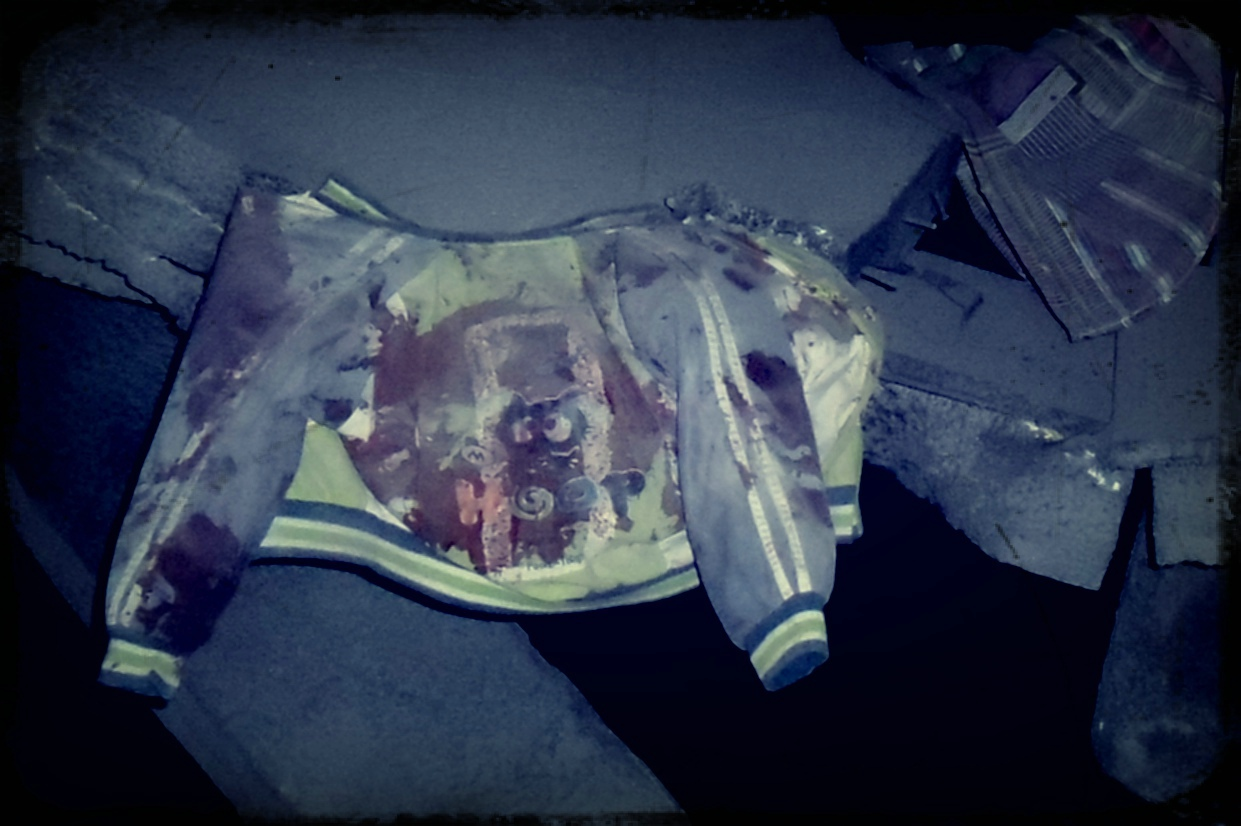
震災現場で見つかった子供服

この地震による死者は公式発表によれば24万2000人であり、65万5000人に達したという情報もある。これは20世紀最大の地震被害である。少なくとも70万人が負傷した（重傷者はおよそ8万1000人）。地震が起きたのが未明の時間帯であったため、犠牲者の多くは耐震性の低い煉瓦造りの家の下敷きとなって命を落とした。被災による犠牲者の中には日本人もおり、火力発電所建設のために派遣されていた日立製作所の社員3人が犠牲になった。地震により、唐山特別市はほぼ壊滅状態となり、北京を含む広範囲で家屋が損壊した。唐山市内では未補強の建造物の85%以上が倒壊・損壊した。土壌の液状化も発生し、砂が噴出して農作物に影響を与えたたほか、道路や鉄道、橋、ダム、井戸なども被害を受けた。経済的損失は約30億中国元と推定された。
| 順位 | 震央                           | 発生日（UTC）  | 死者・行方不明者数（人） | 規模（M） |
| ---- | ------------------------------ | -------------- | ------------------------ | --------- |
| 1    | 中国・華県                     | 1556年1月23日  | 約830,000                | 8.0       |
| 2    | ハイチ・ポルトープランス       | 2010年1月12日  | 約320,000                | 7.0       |
| 3    | アンティオキア                 | 115年12月13日  | 約≧260,000               | 7.5       |
| 4    | アンティオキア                 | 526年5月29日   | 約≧250,000               | 7.0       |
| 5    | 中国・唐山                     | 1976年7月28日  | 約≧240,000               | 7.8       |
| 6    | 中国・海原                     | 1920年12月16日 | 約200,000 - 240,000      | 8.6       |
| 7    | インドネシア・アチェ州沖       | 2004年12月26日 | 約230,000                | 9.1       |
| 7    | アゼルバイジャン・ギャンジャ   | 1139年9月30日  | 約230,000                | -         |
| 9    | 中国・洪洞                     | 1303年9月25日  | 約≧200,000               | 7.6       |
| 10   | イラン・ダームガーン           | 856年12月22日  | 約200,000                | 7.9       |
| 11   | イラン・アルダビール           | 893年3月23日   | 約150,000                | -         |
| 12   | シリア・アレッポ               | 533年11月29日  | 約130,000                | -         |
| 12   | シリア・アレッポ               | 1138年10月11日 | 約130,000                | 7.1       |
| 14   | イタリア・メッシーナ           | 1908年12月28日 | 82,000 - 120,000         | 7.1       |
| 15   | トルクメニスタン・アシガバード | 1948年10月6日  | 約110,000                | 7.3       |
| 16   | 日本・関東                     | 1923年9月1日   | 105,385                  | 7.9       |
| 17   | 中国・直隷                     | 1290年9月27日  | 約100,000                | 6.8       |

当時の中国は文化大革命の真っ只中で、毛沢東政権の最晩年の時期でもあった。このため、中国政府は「自力で立ち直る」と外国からの援助を拒否した。このことが犠牲者の拡大をもたらした一因だといわれている。また、政府の方針により被害実態の多くが伏せられたとも言われ、死者の数についても非公式には60万から80万人、もしくはそれ以上とも言われている。この地震の情報もすぐには公表されず、日本に地震発生が伝えられたのは、地震発生の21時間後であったと報道されている。

## 唐山市の状況

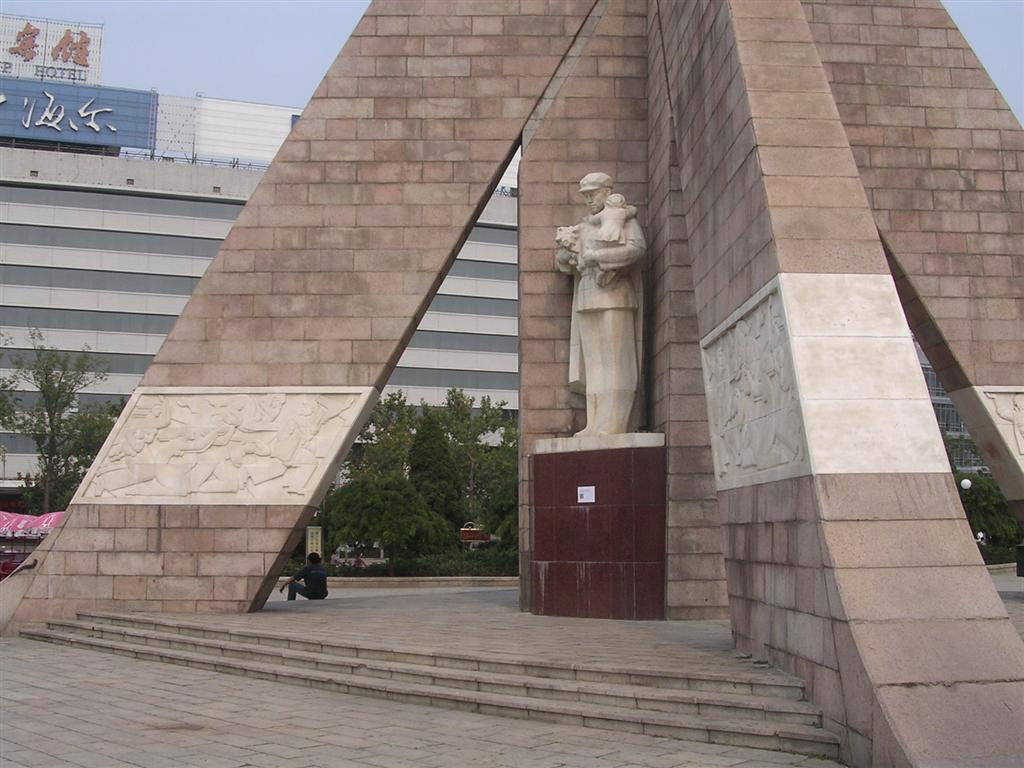
天津抗震記念碑

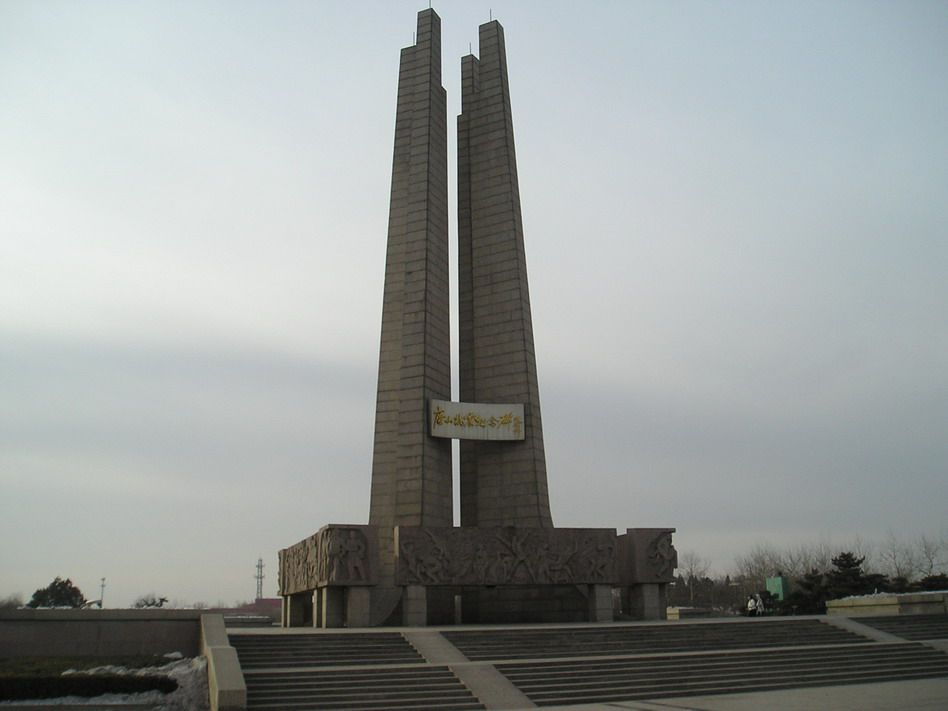
唐山抗震記念碑

唐山市ではこの地震によって14万8000人が亡くなり、重傷者は8万人以上に上り、被害は市民の21.2%に達し、住宅の全壊率は94%だった。再建がほぼ一段落するまでの約10年間、外国人の立ち入りが制限されていた。現在は抗震記念館が設けられており、倒壊した建物や断層の一部が地震遺跡として保存されている。2006年7月28日、中国共産党は唐山市で30周年記念大会を開催、およそ700人が出席して「唐山抗震記念碑」に献花などを行ったと発表した。